# Osmunda abyssinica
Osmunda abyssinica là một loài dương xỉ trong họ Osmundaceae. Loài này được Kuhn A.E. Bobrov mô tả khoa học đầu tiên năm 1967.